# Roger Moore

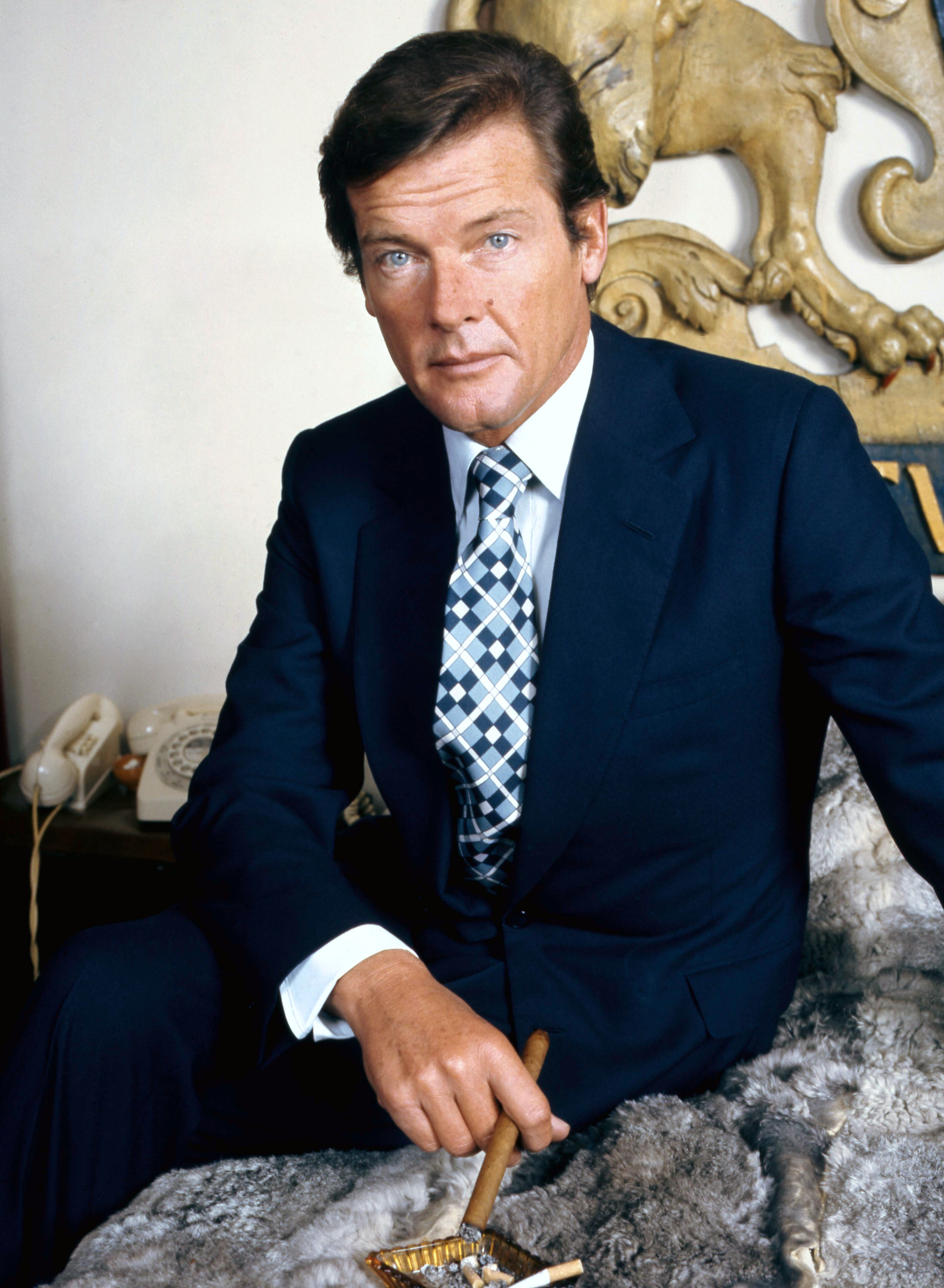
Roger Moore, Fotografie von Allan Warren (1973)

Sir Roger George Moore, KBE [mɔːɘ̯] (* 14. Oktober 1927 in Stockwell, London; † 23. Mai 2017 in Crans-Montana, Schweiz) war ein britischer Schauspieler. Nach Welterfolgen mit den Fernsehserien Simon Templar (1962–1969) und Die 2 (1971–1972) spielte Moore in den 1970er und 1980er Jahren in sieben Filmen den britischen Geheimagenten James Bond. Neben Sean Connery verkörperte er Bond am häufigsten.
Ab den 1990er Jahren konzentrierte sich der Golden-Globe-Preisträger vornehmlich auf sein soziales Engagement als UN-Sonderbotschafter für das Kinderhilfswerk UNICEF sowie auf den Tierschutz.

## Leben

### Karriere als Schauspieler
Der Sohn des Polizisten George Alfred Moore und der Kassiererin Lillian „Lily“ Pope wollte ursprünglich Zeichner werden. Ab 1941 besuchte er eine Londoner Kunstschule und arbeitete anschließend als Zeichner für ein Trickfilmstudio, wo ihm jedoch wegen „Schusseligkeit am Arbeitsplatz“ gekündigt wurde. 1945 trat er als 18-Jähriger in die britische Armee ein und diente bei den Besatzungstruppen in Deutschland und Österreich (in Kärnten). In Schleswig und später in Neumünster stationiert wirkte er für die „Combined Services Entertainment Unit“ an diversen Theaterstücken und Shows für die Truppentheater der umliegenden Städte wie dem „Gaiety Theatre, Stadt Hamburg“ in Eckernförde mit.
Ende der 1940er Jahre übernahm Moore mehrere kleine Statistenrollen beim Film und beschloss daraufhin, Schauspieler zu werden. Sein Idol war zu dieser Zeit Stewart Granger, mit dem er Caesar und Cleopatra (1945) und später den Actionfilm Die Wildgänse kommen (1978) drehte. Er begann ein Studium an der Royal Academy of Dramatic Art, das ihm vom Regisseur Brian Desmond Hurst finanziert wurde. Eine Mitstudentin von ihm war in dieser Zeit die spätere „Miss Moneypenny“ Lois Maxwell. Während seines Studiums verdiente Moore sich Geld als Model in Printanzeigen für diverse Produkte, wie etwa Zahnpasta, vor allem aber für Strickwaren, was ihm den Spitznamen „The Big Knit“ einbrachte.
Ab 1950 spielte Moore vor allem Theater. Einen seiner ersten Bühnenauftritte hatte er in Joshua Logans Inszenierung der Komödie Mister Roberts mit Tyrone Power am London Coliseum. 1953 übernahm er bei der Broadway-Produktion A Pin to See the Peepshow eine Hauptrolle. Die Produktion wurde allerdings wegen schlechter Kritiken bereits nach der Premiere wieder eingestellt. 1954 stand er acht Wochen in Dodie Smiths Stück I Capture the Castle am Aldwych Theatre in London auf der Bühne. Wenig später folgten ein Angebot der Royal Shakespeare Company und eines von MGM. Einem Rat von Noël Coward folgend, entschied sich Moore für MGM.
Im Jahr 1954 ging Moore in die Vereinigten Staaten, wo er zunächst bei MGM und später bei Warner Brothers unter Vertrag stand. So erhielt er unter anderem Gelegenheit, 1954 mit Elizabeth Taylor das Liebesdrama Damals in Paris zu drehen und 1955 eine Nebenrolle in dem oscarprämierten Melodram Unterbrochene Melodie zu spielen. Im selben Jahr trat er in dem Mantel-und-Degen-Film Des Königs Dieb in der Rolle des Jack neben seinem Freund David Niven auf. 1956 spielte er in der Rolle von Heinrich II. den Geliebten von Lana Turner in dem Kostümdrama Diane – Kurtisane von Frankreich.
Als ihm MGM keine weiteren nennenswerten Rollen mehr anbot, kündigte er und unterschrieb wenig später bei Warner Brothers. Bis 1961 spielte Roger Moore hier Hauptrollen in den Kinofilmen Die Madonna mit den zwei Gesichtern (1959), Das Gold der sieben Berge (1960) und Jenseits des Ruwenzori (1961). Derweil gab ihm das Studio auch die Hauptrolle in der Westernfernsehserie Gold in Alaska (1959–1961) und setzte ihn in der vierten Staffel der erfolgreichen Fernsehserie Maverick (1960/61) als englischen Cousin der von James Garner gespielten Titelfigur ein. Zwischenzeitlich drehte er in England für ITV die Fernsehserie Ivanhoe (1958/59).

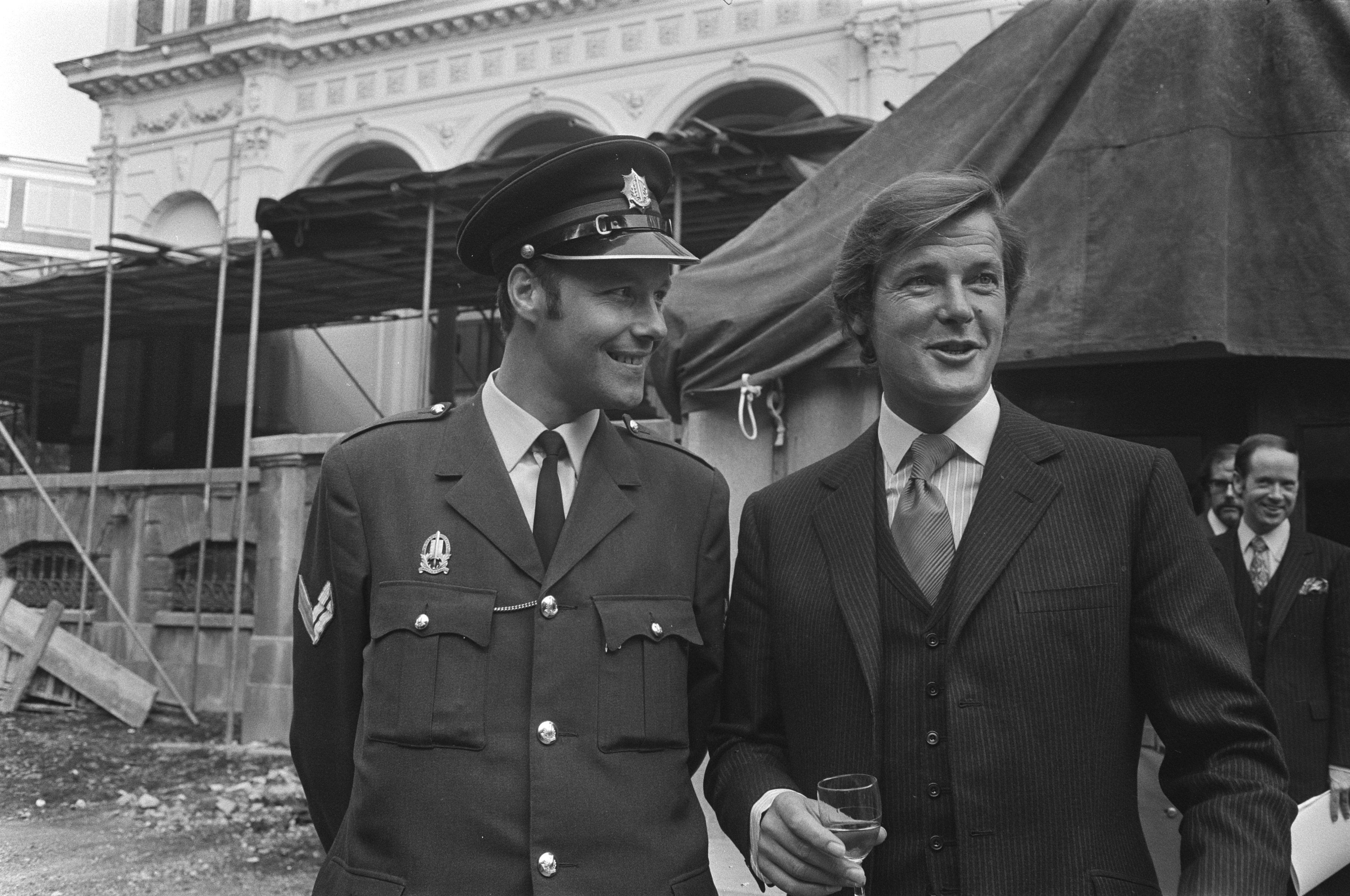
Moore (rechts) als Simon Templar in Amsterdam (1970)

Von einem Abstecher nach Italien, wo er 1961/62 zwei unbedeutende Abenteuerfilme drehte, kehrte Moore nach England zurück, wo er mit der Rolle des Gentleman-Detektivs Simon Templar in der gleichnamigen Serie (1962–1969) Mitte der 1960er endgültig weltberühmt und auch wohlhabend wurde. Simon Templar wurde in 87 Länder verkauft und war gleichzeitig die erfolgreichste britische Serie der damaligen Zeit. Sein elegantes Erscheinungsbild, seine Haartolle sowie sein ironisches Spiel mit der Augenbraue ließen Moore zu einer Stilikone der 1960er Jahre werden. Für die Serie übernahm er erstmals auch Aufgaben hinter der Kamera. Moore schrieb Drehbücher und führte bei einigen Folgen Regie, wohl mit Erfolg, denn später bot man ihm auch die Regie von Kinofilmen an. Moores Darstellung des Simon Templar formte endgültig das für ihn typische Image des selbstironischen britischen Abenteuerhelden, welches er auch in späteren Rollen pflegte.
Es folgte 1971/72 an der Seite von Tony Curtis die Hauptrolle in der Fernsehserie Die 2, die zwar in den Vereinigten Staaten floppte, in Europa und den meisten anderen Ländern der Welt aber sehr erfolgreich war. Mit einer Gage von einer Million Pfund Sterling wurde er außerdem zum bestbezahlten Fernsehschauspieler der Welt.

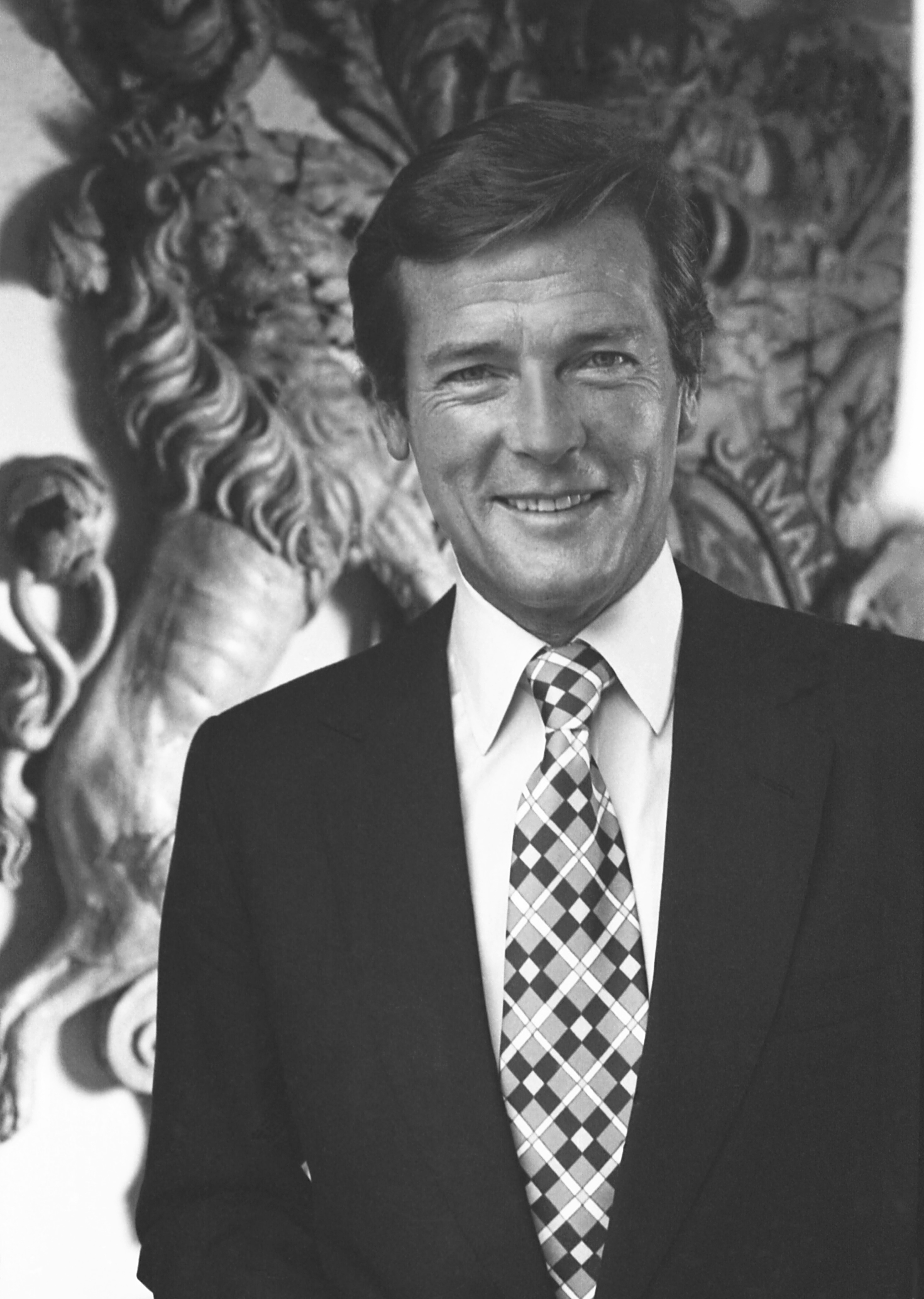
Roger Moore (1973)

Nachdem Moore durch seine Fernsehserien weltbekannt geworden war, übernahm er 1973 in Leben und sterben lassen die Rolle des britischen Geheimagenten James Bond und etablierte sich damit endgültig auch als Leinwandstar. Er trat damit nach einem Zwischenspiel mit George Lazenby die Nachfolge von Sean Connery an, der nach Diamantenfieber (1971) endgültig aus der Agentenfilmreihe ausgestiegen war. Im Vergleich zu Connery bescheinigte ihm das Nachrichtenmagazin Der Spiegel, er verströme „den Sex-Appeal eines Edeka-Filialleiters“. Gerüchte besagen, dass Moore für die Rolle schon 1962 im ersten Film der Reihe James Bond jagt Dr. No vorgesehen war, was Moore allerdings dementierte. Tatsächlich hatten die Produzenten Albert R. Broccoli und Harry Saltzman bei ihm schon für Im Geheimdienst Ihrer Majestät (1969) angefragt, wo er jedoch wegen Verpflichtungen für Simon Templar absagen musste. Allerdings parodierte Roger Moore bereits 1964 in der Fernsehserie Mainly Millicent die Rolle des Geheimagenten James Bond 007.
Es folgten die Bond-Filme Der Mann mit dem goldenen Colt (1974), Der Spion der mich liebte (1977), Moonraker (1979), In tödlicher Mission (1981), Octopussy (1983) und Im Angesicht des Todes (1985). Die Bond-Filme mit Moore gehörten stets zu den fünf weltweit kommerziell erfolgreichsten Produktionen des Jahres. Besonders Moonraker (1979) war lange die erfolgreichste Bond-Produktion überhaupt und gleichzeitig im Jahr 1979 mit einem Einspielergebnis von 210 Millionen US-Dollar der weltweit erfolgreichste Film des Jahres. Eigentlich plante Moore, sich nach In tödlicher Mission von der Rolle zu verabschieden, weshalb bereits Probeaufnahmen mit James Brolin als seinem Nachfolger gemacht wurden. Jedoch wurde er dann doch wieder überzeugt, den Part zu spielen. Dies wohl auch wegen seiner Zugkraft als Star, da die Produktion Octopussy in direkte Konkurrenz zum inoffiziellen Bond-Film Sag niemals nie trat, in dem Sean Connery nach zwölfjähriger Pause wieder als James Bond auftrat. Schließlich war Octopussy mit einem Einspielergebnis von 188 Millionen US-Dollar doch erfolgreicher als Sag niemals nie mit 160 Millionen US-Dollar. Insgesamt verkörperte Moore die Rolle mit sieben Filmen am häufigsten. Als er am 3. Dezember 1985 seinen Rücktritt als James Bond erklärte, war er bereits 58 Jahre alt.
Während seiner Bond-Ära spielte Moore auch in etlichen anderen Filmen Hauptrollen, wobei das Katastrophendrama Gold (1974), die Kriegsabenteuerfilme Die Wildgänse kommen (1978) und Die Seewölfe kommen (1980), der Actionfilm Sprengkommando Atlantik (1980) sowie die Actionkomödie Auf dem Highway ist die Hölle los (1981) die erfolgreichsten dieser Nicht-Bond-Filme waren. Zudem übernahm Moore 1983 unter der Regie von Blake Edwards die Rolle des Chefinspektors Jacques Clouseau von dem kurz zuvor verstorbenen Peter Sellers in der Komödie Der Fluch des rosaroten Panthers. Dieser Film war zugleich die vierte und letzte Zusammenarbeit mit seinem engen Freund David Niven, der kurz nach den Dreharbeiten seiner ALS-Erkrankung erlag. Seine enorme Popularität brachte Moore 1980 unter anderem einen Golden Globe und einen Saturn Award ein.

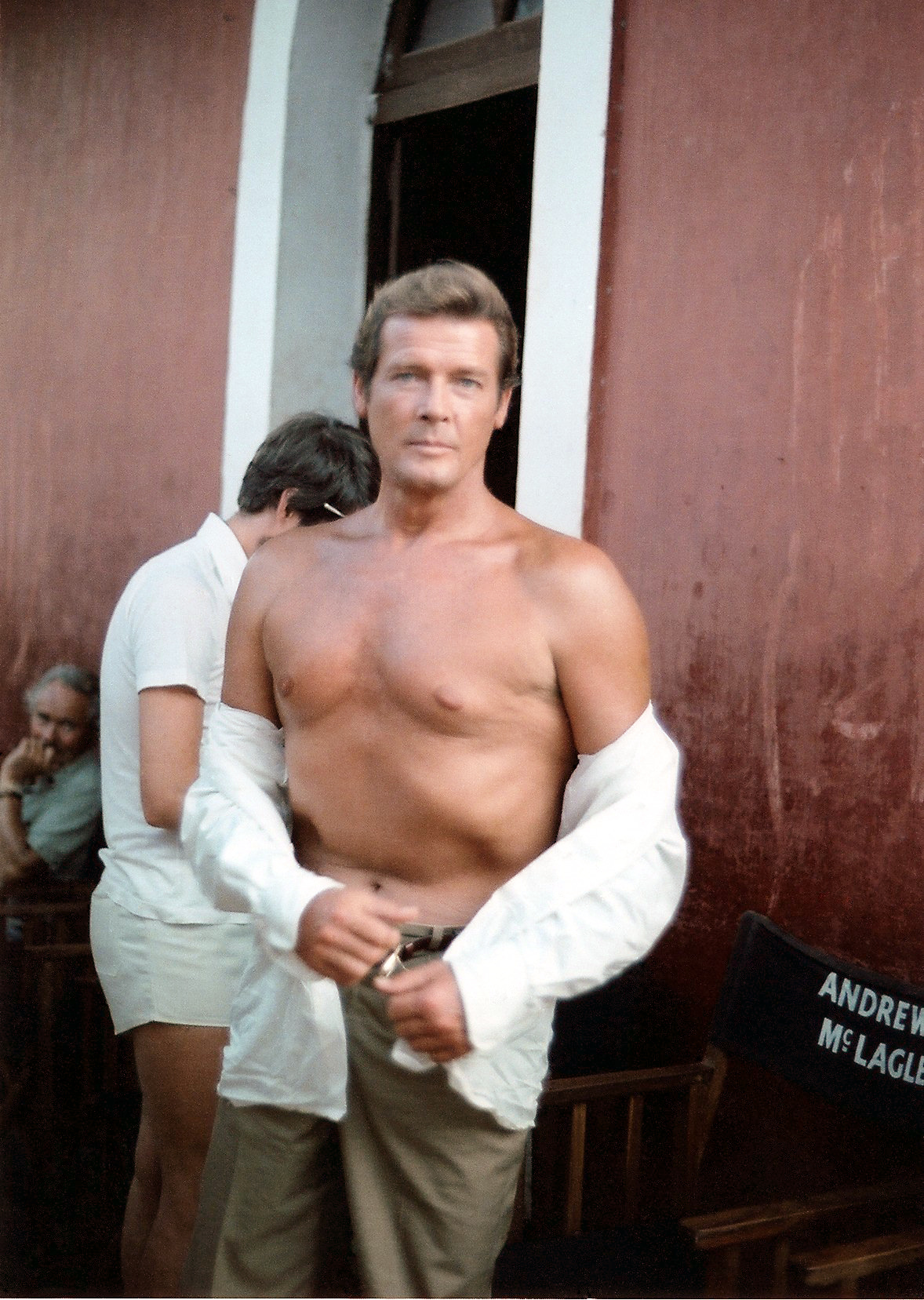
Roger Moore bei den Dreharbeiten zu Die Seewölfe kommen (1979)

Gelegentlich zeigte Moore, dass seine schauspielerischen Fähigkeiten ihn zu mehr befähigten, als „nur“ den smarten Frauenhelden und Abenteurer darzustellen: So überzeugte er 1970 in dem Psychothriller Ein Mann jagt sich selbst in einer Doppelrolle als biederer Angestellter und Familienvater und als dessen rücksichtsloses und hemmungsloses Alter Ego, spielte in dem Actionfilm Sprengkommando Atlantik (1979) einen zynischen und exzentrischen Antiterrorspezialisten, der Frauen hasst, Katzen, Sticken und Scotch dagegen liebt – und war auch glaubwürdig als verängstigter und hilfloser Psychiater in dem Psycho-Thriller Das nackte Gesicht (1984).
Nach dem Ausstieg aus der James-Bond-Reihe war Roger Moore mehr als fünf Jahre lang in keiner Film- oder Fernsehproduktion zu sehen. Erst 1990 kehrte er mit der Hauptrolle in der deutsch-britischen Koproduktion Feuer, Eis & Dynamit zum Kino zurück. Im selben Jahr noch spielte er an der Seite seines Freunds Michael Caine und seiner Tochter Deborah Moore in der Krimikomödie Bullseye – Der wahnwitzige Diamanten Coup. Im Jahr darauf drehte er die Komödie Agenten leben einsam, in der er neben Talia Shire spielte. Zu seinem größten Erfolg nach James Bond entwickelte sich der Action-Film The Quest – Die Herausforderung (1996), in dem er neben Jean-Claude Van Damme die Hauptrolle bekleidete. 2002 war er in Boat Trip zu sehen.
Im Jahr 2002 begann Moore, wieder Theater zu spielen, und war in zahlreichen Aufführungen von The Play What I Wrote unter der Regie von Kenneth Branagh im Londoner West End zu sehen. Wegen des großen Erfolgs zog das Stück 2003 in das Lyceum Theatre an den Broadway um. Beim zweiten Auftritt am Broadway brach Moore aufgrund eines Herzanfalls zusammen, spielte das Stück aber noch zu Ende, bevor er ins Krankenhaus eingeliefert wurde, wo ihm ein Herzschrittmacher eingesetzt wurde.
Seine Autobiografie My Word Is My Bond erschien 2008 auf dem englischen Markt und 2009 unter dem Titel Mein Name ist Bond … James Bond auch in Deutschland. Zum 50-jährigen Bond-Jubiläum brachte er 2012 seine Hommage Bond über Bond: Alles über die erfolgreichste Kinoserie der Welt auf den Markt.
In der Agenten-Parodie Cats & Dogs: Die Rache der Kitty Kahlohr übernahm Moore 2010 eine Sprechrolle. Im Jahr darauf hatte er seine erste große Filmrolle seit Jahren mit einer Hauptrolle im Familienfilm Eine Prinzessin zu Weihnachten. Seine letzten Rollen spielte er in dem Kinofilm Shakespeare für Anfänger (2016), in dem er sich selbst verkörperte, und in einer Gastrolle in dem Fernsehfilm The Saint (2017), einer Neuauflage von Simon Templar.
In einem Werbespot machte Roger Moore kommerzielle Werbung für das Halbtax der Schweizerischen Bundesbahnen (SBB).

### Soziales Engagement
Als ihn die befreundete Audrey Hepburn im Mai 1991 bat, mit ihr den „Danny Kaye International Children’s Award“ für UNICEF zu moderieren, sagte er zu, meinte allerdings, dass er zu wenig über das Kinderhilfswerk wisse. Bei der folgenden Pressekonferenz fand Moore Audrey Hepburn nach eigener Aussage so „leidenschaftlich und mitreißend“, dass er „den dringenden Wunsch verspürte, mehr über die Arbeit von UNICEF zu erfahren“. Kurz darauf lud ihn Hepburn wieder ein, sie auf ein Seminar von UNICEF in Genf zu begleiten, wo er sich über die Arbeit des Hilfswerks informieren könne. Hier lernte er auch den damaligen UNICEF-Generalsekretär James P. Grant kennen, bei dem Roger Moore einen Vertrag als UNICEF-Botschafter unterschrieb. Von da an reiste er in unzählige Länder, um Projekte von UNICEF zu unterstützen. Nebenher sammelte er Geld auf diversen Wohltätigkeitsveranstaltungen, bei denen er über seine Arbeit berichtete. Dieses Engagement bezeichnete er in einem Interview 2006 als „das wichtigste, was ich bisher getan habe“.
Im Jahr 2012 drehte er einen weiteren Werbespot für das Kinderhilfswerk, worin er sich gegen Schmutzwasser einsetzt: „3000 Kinder sterben daran – jeden Tag. Sauberes Wasser ist ein Menschenrecht“, mahnte er dort. Zuletzt setzte er sich im Namen des Kinderhilfswerkes für die Flüchtlinge des Bürgerkriegs in Syrien ein.
Auch in der Kiwanisbewegung engagierte er sich sozial. Er war Mitglied der Kiwanis-Clubs Lebanon, Missouri-Arkansas USA, Burnet, Texas-Oklahoma USA, und seit dem 1. September 1999 Sion-Valais, Schweiz, wo er 2003 zum Ehrenmitglied ernannt wurde. Im Jahre 1997 versah er den Ehrenvorsitz der Convention von Kiwanis International in Nashville.

### Engagement für den Tierschutz
Moore setzte sich über Jahre hinweg konsequent für Tiere ein. Besonders bekannt war er für seinen Einsatz gegen die Gänsestopfleber, die er für eine „Krankheit und keinen Leckerbissen“ hielt. In seinem Kampf gegen diese „abstoßende“ Praxis arbeitete er regelmäßig mit der Tierrechtsorganisation PETA zusammen. Sein wohl größter Erfolg auf diesem Gebiet war, dass er im Zuge einer Kampagne die Kaufhauskette Selfridge dazu brachte, Gänsestopfleber aus dem Sortiment zu nehmen. Seine Abneigung gegen Gänsestopfleber ging sogar so weit, dass er nicht mehr mit alten Freunden sprach, wenn sie weiter Gänseleber aßen, obwohl sie wussten, wie diese produziert wurde.
Darüber hinaus unterstützte Moore die Meeresschutzorganisation Sea Shepherd sowie TigerTime und Animal Defenders International. Auch bezüglich der Trophäenjagd fand Moore deutliche Worte. So bezeichnete er Menschen, die ihre Freude daran haben, wehrlose Tiere zu töten, als „psychisch krank“.
Weiter setzte sich Moore gegen den Einsatz von Wildtieren in Zirkussen ein. Er forderte die Freilassung eines Orcas namens Morgan und sammelte Geld, um 33 misshandelte Löwen zurück in ihre Heimat fliegen zu können. Auch forderte Moore Königin Elizabeth II. auf, die Echtfellmützen ihrer Garde durch Synthetikmützen zu ersetzen.
Im Jahr 2012 war Moore, gemeinsam mit der Schauspielerin Daryl Hannah, zu Gast im Gnadenhof Gut Aiderbichl. 2017 wurde Moore von der Tierrechtsorganisation PETA zur Person des Jahres gewählt.

### Privatleben

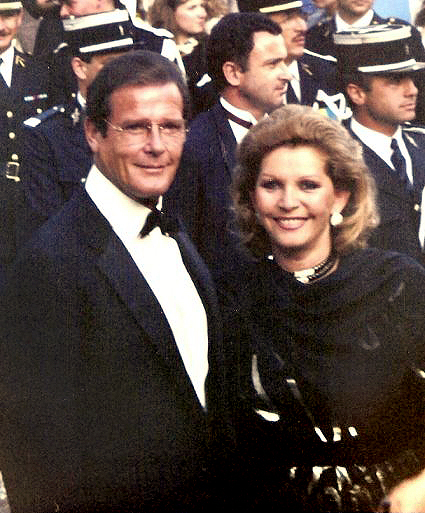
Roger Moore mit seiner dritten Frau Luisa Mattioli bei den Filmfestspielen von Cannes 1989

Roger Moore war viermal verheiratet und hatte drei Kinder. Im Jahr 1946 heiratete er seine Jugendliebe, die Eisläuferin Doorn van Steyn, von der er sich 1953 scheiden ließ. Im selben Jahr heiratete er die Sängerin Dorothy Squires, mit der er unter anderem in Hollywood zusammenlebte. Das Paar wurde 1968 geschieden.
Bei Dreharbeiten zu dem italienischen Film Der Raub der Sabinerinnen lernte er 1961 seine dritte Frau Luisa Mattioli (1936–2021) kennen. Er überzeugte sie, mit ihm nach England zu ziehen, und heiratete sie 1969. Aus der Ehe gingen drei Kinder hervor: die Schauspielerin Deborah Moore, der Schauspieler und Gastronom Geoffrey Moore und der Filmproduzent Christian Moore. 1996 ließen die beiden sich scheiden, wobei er ihr Medienberichten zufolge laut einer außergerichtlichen Abfindungsvereinbarung umgerechnet 16 Millionen Euro, die Hälfte seines Vermögens, zahlte. 2002 heiratete er die dänische Millionärin Kristina Tholstrup.
Im Jahr 2013 wurde bei Moore Diabetes diagnostiziert. Überdies musste er nach einer schweren Lungenentzündung mühsam wieder das Gehen lernen. Seit einem Schwächeanfall trug er einen Herzschrittmacher. Roger Moore starb am 23. Mai 2017 an den Folgen einer Krebserkrankung. Er lebte zuletzt in Crans-Montana (Schweiz) und im Fürstentum Monaco, wo er auf eigenen Wunsch auf dem Cimetière de Monaco beigesetzt wurde.

## Ehrungen und Auszeichnungen (Auswahl)
Roger Moore erhielt im Laufe der Jahrzehnte diverse Preise und Ehrungen. So bekam er 1967 und 1981 den Goldenen, 1969, 1972 und 1973 den Silbernen sowie 1968, 1974 und 1979 den Bronzenen Bravo Otto der deutschen Jugendzeitschrift BRAVO überreicht. Ebenfalls 1967 wurde er vom spanischen Fernsehen mit dem Ondas Award als bester Schauspieler in einer internationalen Fernsehserie (Simon Templar) geehrt. Jeweils gemeinsam mit seinem Serienpartner Tony Curtis erhielt er für Die 2 1973 vom französischen Magazin tele-7-jours den Preis als „Bester Schauspieler in einer ausländischen Fernsehserie“ sowie in Deutschland einen Bambi.
Im Zuge der Oscarverleihung 1973, bei der Marlon Brando den Oscar für Der Pate erhalten sollte, kam es zu einem Missverständnis. Als Brando den Preis wegen der Diskriminierung der Indianer ablehnte und ihn niemand entgegennahm, nahm ihn Moore, der den Oscar überreichen sollte, mit nach Hause. Als Moore mit dem Oscar den Dorothy Chandler Pavilion verließ, dachten zahlreiche Journalisten, dass er ihn gewonnen hätte. Das Missverständnis klärte sich jedoch, und den Oscar musste er kurz darauf zurückgeben.
Im Jahr 1980 erhielt Moore einen Golden Globe als beliebtester internationaler Darsteller und einen Saturn Award ebenfalls als beliebtester internationaler Darsteller. Für sein Lebenswerk wurde ihm in Deutschland 1991 ein weiterer Bambi und 1992 die Goldene Kamera in der Kategorie „Weltstar mit Einsatz für UNICEF“ überreicht. 1997 bekam er von Michael Caine den Lifetime Achievement Award des Palm Beach International Film Festival überreicht. Seine Verdienste für das Fernsehen wurden im Jahr 2000 mit einer Goldenen Nymphe auf dem Festival de Télévision de Monte-Carlo gewürdigt.

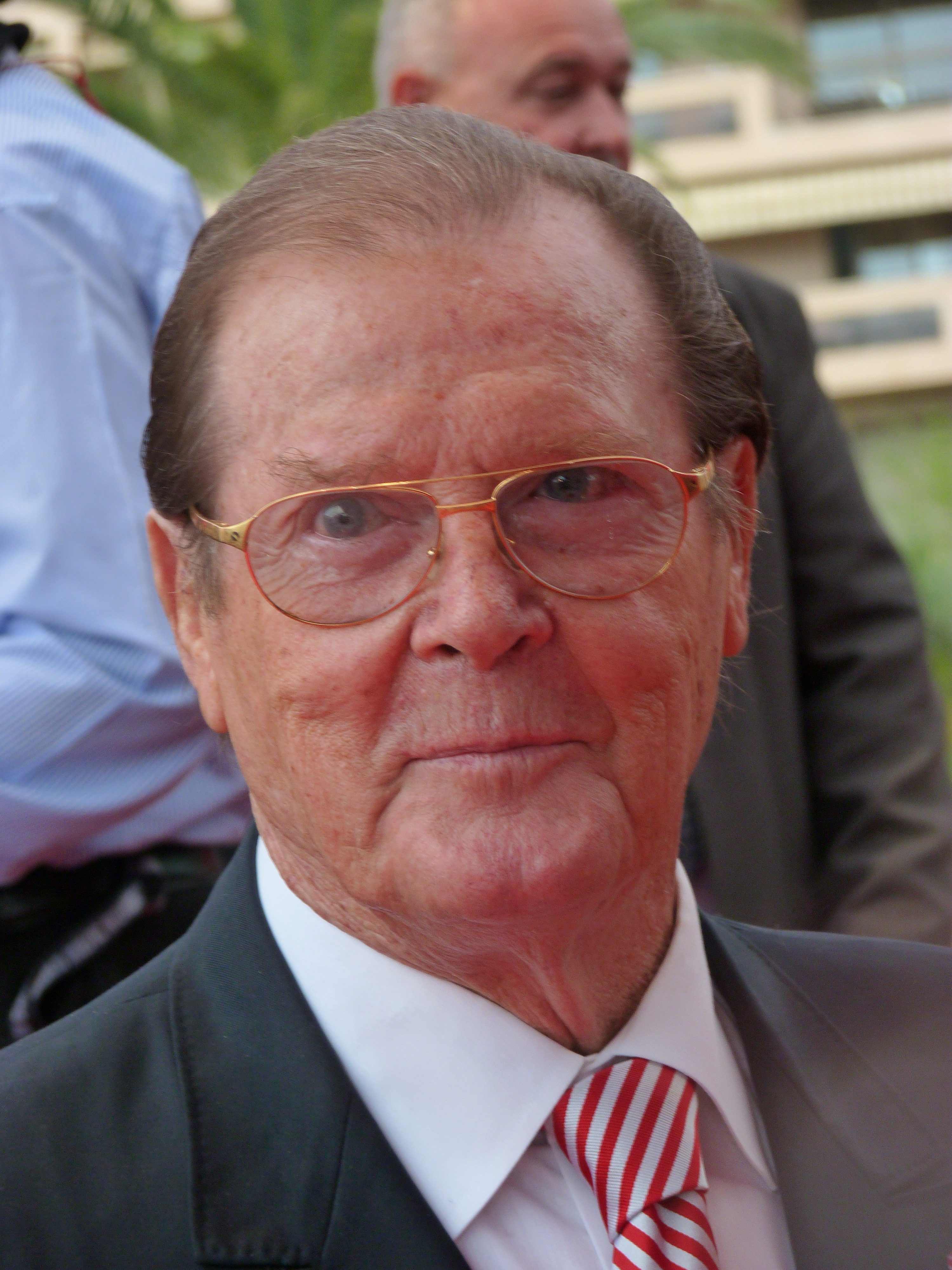
Roger Moore beim Festival de Télévision de Monte-Carlo (2012)

Für sein soziales Engagement wurde er 1999 in Großbritannien zum Commander des Order of the British Empire (CBE) ernannt. Im selben Jahr wurde er Ehrendoktor der Ryerson University. 2003 erhielt er in Deutschland das Bundesverdienstkreuz. Im selben Jahr wurde er von Königin Elizabeth II. als Knight Commander des Order of the British Empire (KBE) in den Ritterstand erhoben; seitdem durfte er den Namenszusatz „Sir“ führen. Außerdem erhielt er 2007 die Dag-Hammarskjöld-Medaille der Vereinten Nationen.
Am 11. Oktober 2007 erhielt Moore einen Stern auf dem Hollywood Walk of Fame bei der Adresse 7007 Hollywood Boulevard. Im Jahr 2008 wurde er mit dem höchsten französischen Kulturorden, dem Ordre des Arts et des Lettres, geehrt.
Im Jahr 2010 wurde Moore mit dem Lifetime Achievement Award des Deutschen Entertainment-Preises geehrt. 2012 wurde ihm die Ehrendoktorwürde von der University of Hertfordshire verliehen. Ebenfalls 2012 erhielt Moore den St.-Georgs-Orden beim Dresdner Opernball. 2013 erhielt Roger Moore bei der Spendengala für Ein Herz für Kinder die Auszeichnung „Goldenes Herz“ für sein soziales Engagement.

## Deutsche Synchronstimmen
Roger Moore wurde zunächst von unterschiedlichen Sprechern synchronisiert, erhielt aber bereits in den 1960er Jahren mit Niels Clausnitzer seinen Stammsprecher, der ihm bis 2002 regelmäßig und in prägenden Rollen (James Bond, Simon Templar) die Stimme lieh. Ab den 1970er Jahren etablierte sich auch Lothar Blumhagen als Stammsprecher. Er war zunächst vor allem in Serien wie Die 2 und in einigen Folgen von Simon Templar zu hören, sprach ihn später allerdings auch in zahlreichen Kinofilmen.

## Filmografie (Auswahl)

### Als Darsteller
- 1945: Perfect Strangers
- 1945: Caesar und Cleopatra (Caesar and Cleopatra)
- 1946: Schicksal von gestern (Piccadilly Incident)
- 1946: Gaiety George
- 1949: Die Tingeltangelgräfin (Trottie True)
- 1949: Paper Orchid
- 1949: Das Ende einer Reise (The Interrupted Journey)
- 1951: One Wild Oat (One Wild Oat)
- 1954: Damals in Paris (The Last Time I Saw Paris)
- 1955: Unterbrochene Melodie (Interrupted Melody)
- 1955: Des Königs Dieb (The King’s Thief)
- 1956: Diane – Kurtisane von Frankreich (Diane)
- 1958–1959: Ivanhoe (Ivanhoe, Fernsehserie)
- 1959: Alfred Hitchcock präsentiert (Alfred Hitchcock Presents, Fernsehserie, eine Folge)
- 1959–1960: Gold in Alaska (The Alaskans; Fernsehserie)
- 1959: Die Madonna mit den zwei Gesichtern (The Miracle)
- 1960–1961: Maverick (Fernsehserie)
- 1961: Das Gold der sieben Berge (Gold of the Seven Saints)
- 1961: 77 Sunset Strip (Fernsehserie, eine Folge)
- 1961: Jenseits des Ruwenzori (The Sins of Rachel Cade)
- 1961: Der Raub der Sabinerinnen (Il ratto delle Sabine)
- 1962–1969: Simon Templar (The Saint) (118 Folgen)
- 1968: Hermetico – Die unsichtbare Region (The Fiction Makers)
- 1969: Tödlicher Salut (Crossplot)
- 1970: Ein Mann jagt sich selbst (The Man Who Haunted Himself)
- 1971–1972: Die 2 (The Persuaders!; Fernsehserie)
- 1973: James Bond 007 – Leben und sterben lassen (Live and Let Die)
- 1974: Gold
- 1974: James Bond 007 – Der Mann mit dem goldenen Colt (The Man with the Golden Gun)
- 1975: Bleib mir ja vom Leib (That Lucky Touch)
- 1976: Brüll den Teufel an (Alternativtitel Zwei wie Hund und Katz; Shout at the Devil)
- 1976: Abrechnung in San Franzisko (Gli Esecutori)
- 1976: Sherlock Holmes in New York (Sherlock Holmes in New York)
- 1977: James Bond 007 – Der Spion, der mich liebte (The Spy Who Loved Me)
- 1978: Die Wildgänse kommen (The Wild Geese)
- 1979: Flucht nach Athena (Escape to Athena)
- 1979: James Bond 007 – Moonraker – Streng geheim (Moonraker)
- 1979: Sprengkommando Atlantik (North Sea Hijack)
- 1979: Die Seewölfe kommen (The Sea Wolves)
- 1980: Sunday Lovers (Les Seducteurs)
- 1981: Auf dem Highway ist die Hölle los (The Cannonball Run)
- 1981: James Bond 007 – In tödlicher Mission (For Your Eyes Only)
- 1981: Die Muppet Show (Episode 5.24)
- 1983: James Bond 007 – Octopussy (Octopussy)
- 1983: Der Fluch des rosaroten Panthers (Curse of the Pink Panther)
- 1984: Das nackte Gesicht (The Naked Face)
- 1985: James Bond 007 – Im Angesicht des Todes (A View to a Kill)
- 1990: Feuer, Eis & Dynamit
- 1990: Bullseye – Der wahnwitzige Diamanten Coup (Bullseye!)
- 1991: Agenten leben einsam (Bed & Breakfast)
- 1994: Der Mann, der niemals starb (The Man Who Wouldn’t Die)
- 1996: The Quest – Die Herausforderung (The Quest)
- 1997: Spiceworld – Der Film (Spice World)
- 1997: The Saint – Der Mann ohne Namen (The Saint)
- 2001: Tödliche Formel (The Enemy)
- 2002: Alias – Die Agentin (Fernsehserie)
- 2002: Boat Trip
- 2002: Tatort – Schatten (Cameoauftritt)
- 2010: Cats & Dogs: Die Rache der Kitty Kahlohr (Cats & Dogs: The Revenge of Kitty Galore, Stimme)
- 2011: Eine Prinzessin zu Weihnachten (A Princess for Christmas)
- 2012: Noseland (Mockumentary)
- 2013: Incompatibles (als er selbst)
- 2016: Shakespeare für Anfänger (The Carer)
- 2017: The Saint (Fernsehfilm)

### Als Produzent
- 1968: Hermetico – Die unsichtbare Region (The Fiction Makers)
- 1969: Simon Templar (The Saint; Fernsehserie, eine Folge)
- 1969: Tödlicher Salut (Crossplot)
- 1971: Die 2 (The Persuaders; Fernsehserie, eine Folge)
- 1973: Mann, bist du Klasse! (A Touch of Class)
- 1973: Die Nacht der tausend Augen (Night Watch)
- 1978–1979: Simon Templar – Ein Gentleman mit Heiligenschein (The Return of The Saint)
- 1991: Agenten leben einsam (Bed & Breakfast)
- 1994: Der Mann, der niemals starb (The Man Who Wouldn’t Die)

## Bibliografie
- Roger Moore: Bond über Bond: Alles über die erfolgreichste Kinoserie der Welt. Knesebeck Verlag, 2012, ISBN 978-3-86873-501-7 (Originaltitel: Bond on Bond: Reflections on 50 Years of James Bond Movies. Michael O’Mara Book, 2012, ISBN 978-0-7627-8281-9).
- Roger Moore: Last Man Standing: Bekenntnisse des letzten Gentlemans. Langen Müller Verlag, 2016, ISBN 978-3-7844-3389-9 (Originaltitel: Last Man Standing: Tales from Tinseltown. Michael O’Mara Books, 2014, ISBN 978-1-78243-207-4).
- Roger Moore: Mein Name ist Bond … James Bond: Die Autobiografie. I.P. Verlag, 2009, ISBN 978-3-931624-62-0 (Originaltitel: My Word is My Bond. Michael O’Mara Publications, 2008, ISBN 1-84317-332-8).
- Roger Moore: Roger Moore as James Bond – Roger Moore’s Own Account of Filming LIVE AND LET DIE. Macmillan, 1973.

## Diskografie
- 1959: We Wish You a Merry Christmas – 15 Great Christmas Favorites sung by Warner Bros. Stars
- 1963: Aladdin told by Roger Moore
- 1965: Snow White and The Seven Dwarfs told by Roger Moore
- 1965: Where Does Love Go (erreichte Platz 29 in den britischen Charts)[52]
- 1985: Sidney Sheldon: If Tomorrow Comes
- 1987: Sidney Sheldon: The Naked Face
- 1992: The King and I (Studioaufnahme des Musicals mit Ben Kingsley, Julie Andrews und in Nebenrollen Roger Moore und Martin Sheen)
- 1993: Jack Higgins: Thunder Point
- 1995: The Children’s Audiobook of Virtues
- 2006: Catching Life by the Throat. How to Read Poetry and Why brought together by Josephine Hart